# Гантінгдон (Теннессі)
Гантінгдон (англ. Huntingdon) — місто (англ. town) в США, в окрузі Керролл штату Теннессі. Населення — 4439 осіб (2020).

## Географія
Гантінгдон розташований за координатами 36°0′22″ пн. ш. 88°25′2″ зх. д. / 36.00611° пн. ш. 88.41722° зх. д. (36.006102, -88.417250).  За даними Бюро перепису населення США в 2010 році місто мало площу 30,92 км², з яких 30,79 км² — суходіл та 0,13 км² — водойми.

## Демографія
Згідно з переписом 2010 року, у місті мешкало 3985 осіб у 1664 домогосподарствах у складі 1093 родин. Густота населення становила 129 осіб/км².  Було 1879 помешкань (61/км²).
Расовий склад населення:
| - 79,2 % — білих - 17,5 % — чорних або афроамериканців - 0,2 % — корінних американців - 0,2 % — азіатів |

До двох чи більше рас належало 2,2 %. Частка іспаномовних становила 1,8 % від усіх жителів.
За віковим діапазоном населення розподілялося таким чином: 23,2 % — особи молодші 18 років, 58,0 % — особи у віці 18—64 років, 18,8 % — особи у віці 65 років та старші. Медіана віку мешканця становила 42,1 року. На 100 осіб жіночої статі у місті припадало 84,3 чоловіків;  на 100 жінок у віці від 18 років та старших — 81,5 чоловіків також старших 18 років.
Середній дохід на одне домашнє господарство  становив 39 998 доларів США (медіана — 24 909), а середній дохід на одну сім'ю — 50 117 доларів (медіана — 48 017). Медіана доходів становила 43 750 доларів для чоловіків та 27 484 долари для жінок. За межею бідності перебувало 29,9 % осіб, у тому числі 26,4 % дітей у віці до 18 років та 22,2 % осіб у віці 65 років та старших.
Цивільне працевлаштоване населення становило 1124 особи. Основні галузі зайнятості: освіта, охорона здоров'я та соціальна допомога — 18,1 %, транспорт — 16,9 %, виробництво — 12,8 %, роздрібна торгівля — 11,5 %.